# James Mangold
James Mangold (Nova York, 16 de desembre de 1963) és un director cinematogràfic i guionista estatunidenc.
Casat amb Cathy Konrad, també productora, Mangold, fill de dos famosos pintors, Robert Mangold i Sylvia Plimack Mangold, es va llicenciar en interpretació i direcció al California Institute of the Arts i va obtenir un màster a la Columbia University als seus 35 anys.
Va realitzar el seu debut el 1996 amb Heavy, un film gairebé sense paraules sobre la història d'un xef obès en una taverna d'una zona deprimida dels Estats Units. L'estrena va anar al Sundance Film Festival i va guanyar el Gran premi del jurat a la millor direcció, a més de ser seleccionat per a representar els Estats Units en el Director's Fortnight al Festival de Canes.
Durant el rodatge de Heavy, Mangold va escriure Cop Land, un drama policíac inspirat per la ciutat al Hudson Valley, en la qual va créixer, densament poblada per una comunitat de policies de Nova York. La productora Cathy Konrad va presentar l'escrit a Harvey i Bob Eweinstein de Miramax que van arribar a un acord amb Mangold perquè dirigís el que seria per a ell la seva segona estrena. Amb un repartiment encapçalat per Sylvester Stallone, Robert De Niro, Harvey Keitel i Ray Liotta, Cop Land va ser acceptada en la competició principal del Festival de Cannes.
El 2005 va dirigir Walk the Line, una pel·lícula sobre la vida del compositor i cantant Johnny Cash i la seva relació amb June Carter Cash, protagonitzada per Joaquin Phoenix i Reese Witherspoon. Va ser nominada a cinc Oscars i Witherspoon va guanyar el de millor actriu.
El film El tren de les 3:10 (2007), un remake del llegendari western homònim de Delmer Daves (1957), protagonitzat per Russell Crowe i Christian Bale, va rebre molt bones crítiques.
L'any 2019 va estrenar la pel·lícula Juliet, basada en la novel·la homònima d'Anne Fortier.

## Filmografia

### Director
| Any  | Títol                              | Núm. nominacions Oscar | Núm. Oscar guanyats |
| ---- | ---------------------------------- | ---------------------- | ------------------- |
| 1995 | Heavy                              |                        |                     |
| 1997 | Cop Land                           |                        |                     |
| 1999 | Girl, Interrupted                  | 1                      | 1                   |
| 2001 | La Kate i en Leopold               | 1                      |                     |
| 2003 | Identity                           |                        |                     |
| 2005 | Walk the Line                      | 5                      | 1                   |
| 2007 | El tren de les 3:10 (3:10 to Yuma) | 2                      |                     |
| 2019 | Juliet                             |                        |                     |
| 2023 | Indiana Jones i el dial del destí  |                        |                     |